# Gagea alii
Gagea alii är en liljeväxtart som beskrevs av Igor Germanovich Levichev. Gagea alii ingår i Vårlökssläktet och i familjen liljeväxter.
Artens utbredningsområde är Pakistan. Inga underarter finns listade.